# Condado de Mendocino
El condado de Mendocino es un condado del estado de California, Estados Unidos. Tiene una población estimada, a mediados de 2023, de 89 108 habitantes.
La sede del condado es Ukiah.

## Geografía
Según la Oficina del Censo, el condado tiene una superficie total de 10 140 km², de los cuales 9080 km² corresponden a tierra firme y 960 km² están cubiertos de agua.

### Condados adyacentes
- Condado de Humboldt (norte)
- Condado de Trinity (norte)
- Condado de Tehama (noreste)
- Condado de Lake (este)
- Condado de Glenn (este)
- Condado de Sonoma (sur)

## Comunidades

### Ciudades
- Fort Bragg
- Point Arena
- Ukiah
- Willits

### Lugares designados por el censo (census-designated places,CDP)
- Albion
- Anchor Bay
- Boonville
- Brooktrails
- Calpella
- Caspar
- Cleone
- Comptche
- Covelo
- Hopland
- Laytonville
- Leggett
- Little River
- Manchester
- Mendocino
- Philo
- Redwood Valley (California)
- Talmage

### Localidades
- Elk
- Gualala

## Demografía

### Censo de 2020
Según el censo de 2020, en ese momento el condado tenía una población de 91 601 habitantes. La densidad de población era de 10 hab./km². Había 41 370 viviendas, lo que implica una densidad de 5/km².
| Raza                   | Núm.   | Porc.   |
| ---------------------- | ------ | ------- |
| Blancos                | 59 510 | 64.97%  |
| Afroamericanos         | 642    | 0.70%   |
| Amerindios             | 4679   | 5.11%   |
| Asiáticos              | 1788   | 1.95%   |
| Isleños del Pacífico   | 138    | 0.15%   |
| Otras razas            | 12 777 | 13.95%  |
| De una mezcla de razas | 12 067 | 13.17%  |
| Total                  | 91 601 | 100.00% |

Del total de la población, el 26.13% eran hispanos o latinos de cualquier raza.

### Estimación 2019-2023
Según la estimación 2019-2023 de la Oficina del Censo, los ingresos medios de los hogares del condado son de $67 454 y los ingresos medios de las familias son de $77 505.  Alrededor del 12.3% de la población está por debajo de la línea de pobreza. 

### Estimación 2018-2022
De acuerdo con la estimación 2018-2022 de la Oficina del Censo, los ingresos per cápita en los últimos doce meses, medidos en dólares de 2022, eran de $34 977.

## Transporte

### Principales autopistas
- Ruta Estatal 1
- U.S. Route 101
- Ruta Estatal 20
- Ruta Estatal 128
- Ruta Estatal 162
- Ruta Estatal 175
- Ruta Estatal 222 (señalizada como Talmage Road)
- Ruta Estatal 253
- Ruta Estatal 271